# قوجالی
قوجالی (به لاتین: Qocalı) یک منطقه مسکونی در جمهوری آذربایجان است که در شهرستان کردامیر واقع شده است.